# Thripsaphis unciniae
Thripsaphis unciniae är en insektsart som beskrevs av Quednau 1990. Thripsaphis unciniae ingår i släktet Thripsaphis och familjen långrörsbladlöss. Inga underarter finns listade i Catalogue of Life.